# Katedrála v Porvoo

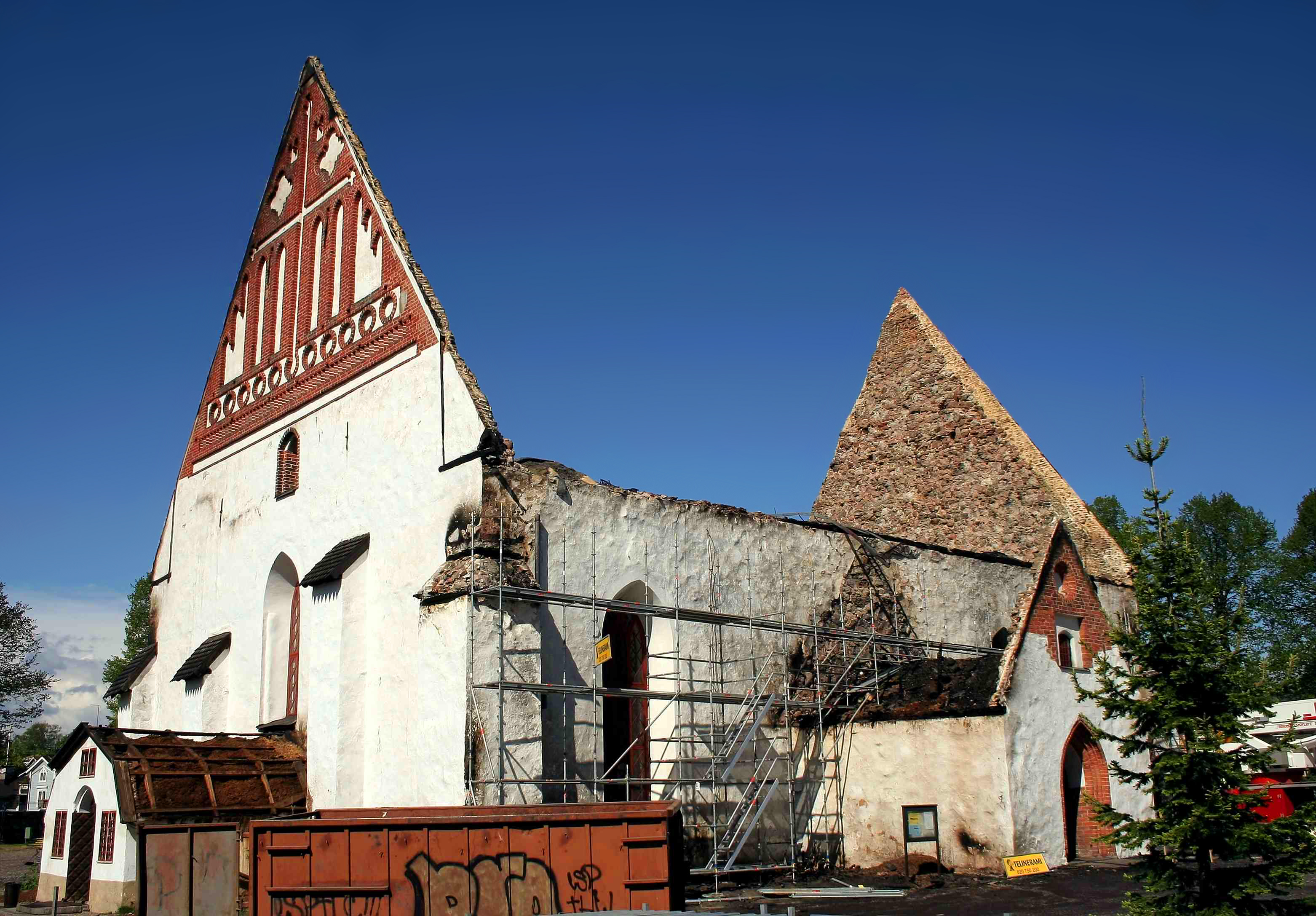
katedrála v Porvoo (po požáru 30. května 2006)

Katedrála v Porvoo (finsky Porvoon tuomiokirkko) je luteránská katedrála ve městě Porvoo ve Finsku. Byla postavena v 15. století, ačkoliv nejstarší části pocházejí už z 13. století. Katedrála je využívána Evangelickou luteránskou církví Finska.
Katedrála byla mnohokrát poničena požáry: V roce 1508 byla vypálena Dány a 1571, 1590 a 1708 Rusy. Naposledy byl kostel zachvácen ohněm 29. května 2006, přičemž shořela a propadla se vnější střecha; vnitřní strop však zůstal neponičen a stejně tak vnitřní prostory katedrály. Za viníka požáru byl uznán osmnáctiletý žhář Kalle Johan Ernesti Holmi, který byl 31. srpna 2006 odsouzen ke třem letům a dvěma měsícům vězení. Odvolací soud pak 15. května 2007 trest zvýšil na šest let a šest měsíců.